# Kaltanėnai
Kaltanėnai is een plaats in de gemeente Švenčionys in het Litouwse district Vilnius. De plaats telt 282 inwoners (2001).